# Холмс, Том
Том Холмс — (родился в 1931) — бывший председатель ультраправого Британского Национального фронта и постоянный член фашистского движения.
Холмс является твердым сторонником европейского национализма и заявил: «у меня есть контакты с людьми по всей Европе: Австрия, Италия, Франция, Германия, Испания, Греция, Сербия, но ни один из этих контактов не официален, у нас есть неофициальные контакты, так как мы поддерживаем любые европейские националистические партии». Он также настроен крайне критически по отношению к БНП, утверждая, что партия больше не поддерживают идеи белого национализма и осуждает её за то, что сикх работает обозревателем в партийной газете.

## Участие в выборах
| Дата | Избирательный округ | Партия | Голоса | %   |
| ---- | ------------------- | ------ | ------ | --- |
| 1979 | Ярмут               | БНФ    | 640    | 1.2 |
| 2001 | Северный Танет      | БНФ    | 395    | 0.9 |
| 2005 | Галифакс            | БНФ    | 191    | 0.5 |